# Nierozłączka siwogłowa
Nierozłączka siwogłowa (Agapornis canus) – gatunek małego ptaka z rodziny papug wschodnich (Psittaculidae), podrodziny dam (Loriinae). Występuje na Madagaskarze w dwóch podgatunkach, jedyna madagaskarska nierozłączka. Nie jest zagrożony wyginięciem.

## Taksonomia
Po raz pierwszy gatunek opisał Johann Friedrich Gmelin w 1788. Nowemu gatunkowi nadał nazwę Psittacus canus. Nie podał dokładnego miejsca pozyskania holotypu, napisał jedynie, że nierozłączki siwogłowe zamieszkują Madagaskar i Mauritius. Obecnie (2020) gatunek umieszczany jest w rodzaju Agapornis. Międzynarodowy Komitet Ornitologiczny (IOC) i autorzy Handbook of the Birds of the World wyróżniają 2 podgatunki.

## Podgatunki i zasięg występowania
IOC wyróżnia następujące podgatunki:
- A. c. canus (Gmelin, 1788) – Madagaskar z wyjątkiem południowo-zachodniej części[5]
- A. c. ablectaneus Bangs, 1918 – południowo-zachodni Madagaskar, od rzeki Mangoky po zachodnią część gór Anosyenne[5]

Nierozłączkę siwogłową wprowadzono, lub istnieje przekonanie, że tak poczyniono, na Komory, Seszele, Reunion, Mauritius, Rodrigues, Zanzibar i w kilku miejscach w Afryce. Populacja utrzymała się wyłącznie na Komorach i w bardzo niewielkiej liczebności na Reunionie, Rodrigues i Seszelach (w stolicy, Victorii, i kilku miejscach na zachodzie Mahé). BirdLife International określa zasięg występowania na 689 tys. km². Nierozłączka siwogłowa to jedyny gatunek Agapornis występujący na Madagaskarze.

## Morfologia

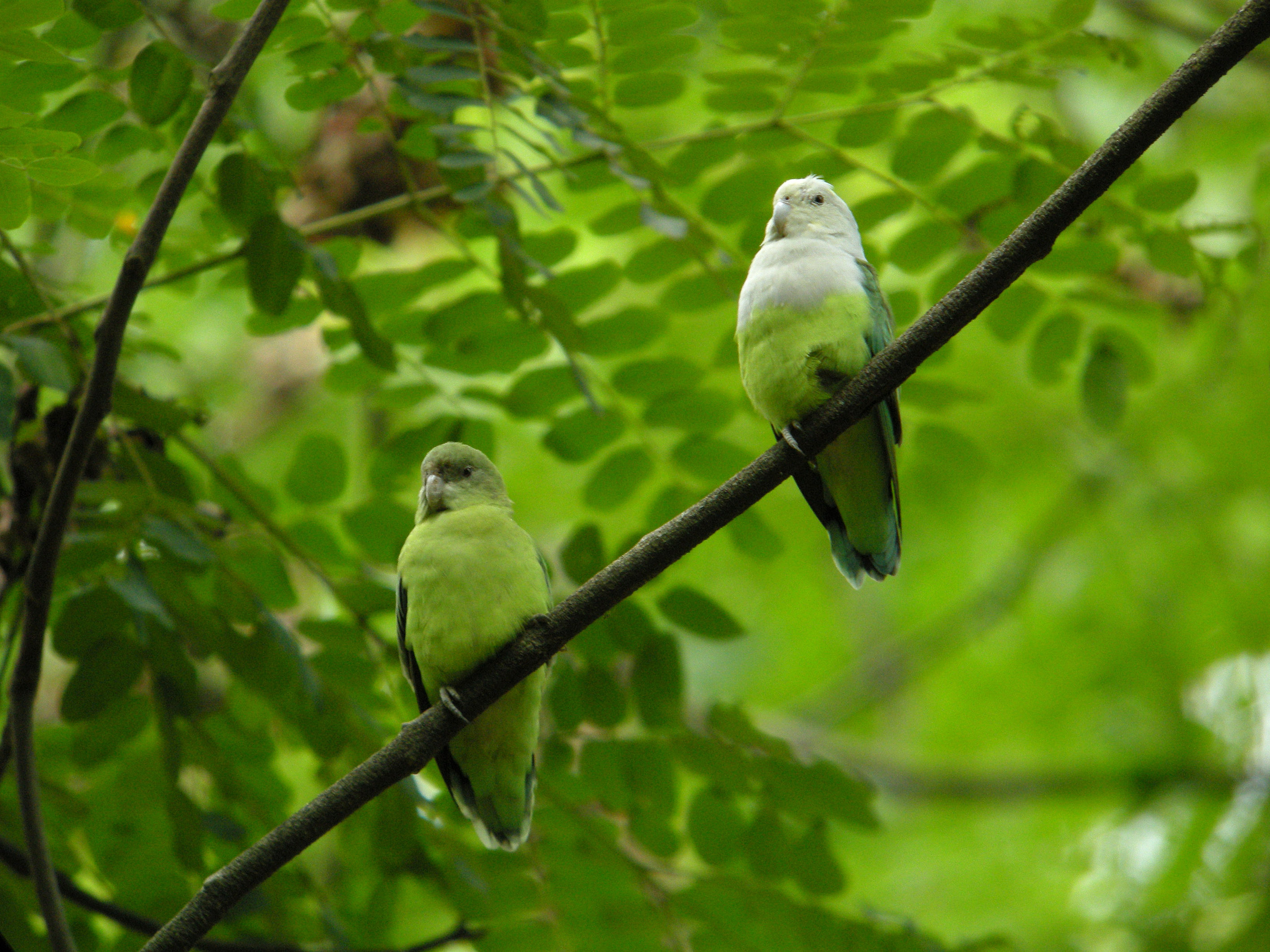
Para nierozłączek siwogłowych

Długość ciała wynosi 13–15 cm, masa ciała 25–31,5 g. W upierzeniu występuje dymorfizm płciowy. U samca głowa, gardło i górna część piersi są jasnoszare. Płaszcz, barkówki i pokrywy skrzydłowe mają barwę zieloną, skrzydełko ciemniejsze. Kuper wyróżnia się znacznie jaskrawszą, trawiastozieloną barwą. Pokrywy nadogonowe trawiastozielone, po bokach jaśniejsze, przed ich końcem występuje czarny pas. Lotki z wierzchu zielone, na krawędzi chorągiewek zewnętrznych i na końcówkach ciemniejsze. Od spodu szarobrązowe. Pokrywy podskrzydłowe czarne. Obszar od niższej części piersi do pokryw podogonowych ma jasną żółtozieloną barwę. Dziób żółtawy, z górną szczęką o nieco jasnoniebieskim odcieniu i czarną nasadą, żuchwą – jasnoróżową. U samic dziób wyróżnia bardziej jednolity szary kolor. Tęczówka brązowa, nogi jasnoszare. U samic głowa, szyja i pierś mają barwę zieloną, a wierzch ciała cechuje nieco bardziej brązowy odcień niż u samców. Do tego mają zielone pokrywy podskrzydłowe.

## Ekologia i zachowanie
Środowiskiem życia nierozłączek siwogłowych są skraje lasów i przecinki, zadrzewione (na przykład palma Medemia) sawanny, zakrzewienia i zdegradowane lasy. Zamieszkują również mniej spustynniałe części półpustyń i obszary upraw, na przykład ryżu. Odnotowywane były do ponad 1500 m n.p.m. Pod względem preferencji środowiskowych są generalistami. Odnotowywano je również w pobliżu miast i wsi, często pojawiają się przy drogach. Są towarzyskie, przebywają w grupach liczących 5–30 osobników, a gdy występuje obfitość pożywienia – 50–80 osobników. Żerują także z małymi ptakami wróblowymi, w tym wikłaczami – czerwonym (Foudia madagascariensis), nizinnym (Nelicurvius sakalava) – i mniszeczkami (Lemuresthes nana). Żywią się owocami i nasionami traw, w tym ryżu, a na Seszelach między innymi uprawnej Panicum maximum. Odzywają się różnorodnymi skrzekami i gwizdami.

### Lęgi
Okres lęgowy na Madagaskarze trwa od listopada do grudnia i w marcu, zaś na Komorach – od listopada do kwietnia. Gniazdo znajduje się w pniu drzewa, przeważnie już martwego, na przykład tamaryndowca indyjskiego (Tamarindus indica) lub akacji (Acacia). Dziupla wyścielona zostaje przeżutymi skrawkami liści, odłupanymi z wnętrza pnia skrawkami drewna i łodygami traw, które samica znosi do gniazda trzymając je między piórami tułowia. Przeważnie zniesienie liczy od 3 do 5 jaj. Mike Perrin nie podaje okresu inkubacji. Prawdopodobnie wysiaduje jedynie samica. W ciągu roku nierozłączki siwogłowe mogą wyprowadzić więcej niż jeden lęg.

## Status i zagrożenia
IUCN uznaje nierozłączkę siwogłową za gatunek najmniejszej troski (LC, Least Concern) nieprzerwanie od 1988 (stan w 2020). W 2013 wiadomo było o występowaniu tych ptaków w 25 obszarach chronionych Madagaskaru. Powszechny był handel nimi na skalę lokalną. Gatunek widnieje w załączniku drugim CITES. Nierozłączki siwogłowe są trzymane jako ptaki ozdobne.